# Reprezentacja Rumunii w kolarstwie
Reprezentacja Rumunii w kolarstwie – zespół reprezentujący Rumunię na międzynarodowych zawodach kolarskich.

## Historia

### Początki kolarstwa w Rumunii
Za początki kolarstwa w Rumunii uważa się rok 1869, kiedy to firma Tirul z Bukaresztu zaprezentowała dwukołowe urządzenie „służące do ćwiczenia w utrzymywaniu równowagi”. Urządzenia te pierwotnie trafiły do cyrków i na jarmarki a jazda na nich była częścią występów artystycznych. W 1882 jeden z bardziej ekscentrycznych robotników bukaresztańskiej papierni postanowił bicyklem dojeżdżać do pracy.
W 1886 powstały dwa pierwsze kluby kolarskie „Velocitas” i „Huniade”, a w 1889 pierwszy poza Bukaresztem „Asociatia de ciclism” w Aradzie. W 1891 w Bukareszcie zorganizowano pierwszy wyścig uliczny bicyklów na trasie 10 km. W 1893 zorganizowano pierwszy wyścig na długim dystansie Bukareszt – Ploeszti – Bukareszt (120 km). W 1894 zbudowano pierwszy tor kolarski do zawodów „stadionowych”. W 1934 został zorganizowany pierwszy Turul Ciclist al României, największy wieloetapowy wyścig w Rumunii.

### Wyścig Pokoju 1948 (Praga–Warszawa)
W pierwszym wyścigu pokoju reprezentacja Rumunii wystąpiła w składzie: Ervant Nordhadian, Marin Niculescu, Nicolae Chicomban, Gheorghe Negoescu i Dumitru Pantacescu. Rumunii nie byli w czołówce jedynie Marin Niculescu wygrał drugi etap z Pardubic do Brna.

### Wyścig Pokoju 1948 (Warszawa–Praga)
W drugim wyścigu rozgrywanym w tym samym roku skład reprezentacji Rumunii był następujący: Traian Chicomban, Constantin Ciohodaru, Julian Gociman, Ion Grigoriu i Constantin Sandru.

### Wyścig Pokoju 1949
W 1949 wystąpiły dwie drużyny reprezentujące Rumunię pierwsza w składzie: Marin Niculescu, Ervant Nordhadian, Gheorghe Negoescu, Constantin Sandru, Nicolae Chicomban i druga w składzie Traian Chicomban, Constantin Ciohodaru, Julian Gociman i Stefan Petrescu.

### Wyścig Pokoju 1950
W Wyścigu Pokoju 1950 reprezentacja Rumunii wystąpiła w składzie: Nicolae Chicomban, Traian Chicomban, Gheorghe Negoescu, Marin Niculescu, Ervant Nordhadian i Constantin Sandru.

### Wyścig Pokoju 1951
W Wyścigu Pokoju 1951 reprezentacja Rumunii wystąpiła w składzie: Marin Niculescu, Ervant Nordhadian, Constantin Sandru, Nicolae Maxim, Dumitru Pantacescu i Ion Ioniță.

### Wyścig Pokoju 1952
W Wyścigu Pokoju 1952 reprezentacja Rumunii wystąpiła w składzie: Ervant Nordhadian, Constantin Sandru, Petre Nuta, Marin Dumitrescu, Nicolae Maxim i Nicolae Chicomban.

### Igrzyska Olimpijskie 1952
Na pierwszych powojennych igrzyskach olimpijskich z udziałem Rumunii zadebiutowała rumuńska reprezentacja kolarska w składzie: kolarze szosowi Constantin Stănescu, Marin Niculescu, Victor Georgescu, Petre Nuță oraz kolarz torowy Ion Ioniță. Reprezentanci Rumunii drużynowo zajęli 12. pozycję na 13 ekip, które ukończyły wyścig (15 ekip nie ukończyło zawodów). Indywidualnie najlepszym wynikiem było 29. miejsce Constantina Stănescu. Na torze jedyny reprezentant Rumunii w sprincie odpadł w repasażu po pierwszej rundzie, natomiast w wyścigu indywidualnym na 1000 metrów był 6.

### Wyścig Pokoju 1953
W Wyścigu Pokoju 1953 reprezentacja Rumunii wystąpiła w składzie: Victor Georgescu, Constantin Stanescu, Nicolae Chicomban, Nicolae Maxim, Constantin Dumitrescu i Gheorghe Sandru.

### Wyścig Pokoju 1954
W Wyścigu Pokoju 1954 reprezentacja Rumunii wystąpiła w składzie: Ion Constantinescu, Constantin Dumitrescu, loan Hora, Marin Niculescu, Constantin Sandru i Nicolae Vasilescu.

### Wyścig Pokoju 1955
W Wyścigu Pokoju 1955 reprezentacja Rumunii wystąpiła w składzie: Constantin Dumitrescu, Nicolae Maxim, Gabriel Moiceanu, Constantin Istrate, Ludovic Zanoni i Stefan Sebe.

### Wyścig Pokoju 1956
W Wyścigu Pokoju 1956 reprezentacja Rumunii wystąpiła w składzie: Constantin Dumitrescu, Ion Vasile, Gabriel Moiceanu, Stefan Poreceanu, Constantin Sandru i Ludovic Zanoni.

### Wyścig Pokoju 1957
W Wyścigu Pokoju 1957 reprezentacja Rumunii wystąpiła w składzie: Ludovic Zanoni, Stefan Poreceanu, Gheorghe Serban-Radulescu, Nicolae Maxim, Constantin Sandru, Constantin Dumitrescu.

### Wyścig Pokoju 1958
W Wyścigu Pokoju 1958 reprezentacja Rumunii wystąpiła w składzie: Nicolae Vasilescu, Constantin Dumitrescu, Gabriel Moiceanu, Gheorghe Serban-Radulescu, Aurel Selaru, Ludovic Zanoni.

### Wyścig Pokoju 1959
W Wyścigu Pokoju 1959 reprezentacja Rumunii wystąpiła w składzie: Constantin Dumitrescu, Gabriel Moiceanu, Ion Braharu, Ion Vasile, Marcel Voinea, Ion Stoica.

### Wyścig Pokoju 1960
W Wyścigu Pokoju 1960 reprezentacja Rumunii wystąpiła w składzie: Ion Braharu, Viktor Cohanciuc, Gheorghe Serban-Radulescu, Ion Stoica, Ludovic Zanono, Walter Ziegler.

### Igrzyska Olimpijskie 1960
Na Igrzyskach w Rzymie Rumunii wystąpili w składzie: kolarze szosowi Ion Cosma, Gheorghe Calcișcă, Gabriel Moiceanu, Aurel Șelaru, Ludovic Zanoni oraz kolarz torowy Ion Ioniță, największym sukcesem było 5. miejsce Cosmy indywidualnie oraz 6 miejsce w jeździe drużynowej na 100km.

### Wyścig Pokoju 1961
W Wyścigu Pokoju 1961 reprezentacja Rumunii wystąpiła w składzie: Ion Cosma, Ludevic Zanoni, Gabriel Moiceanu, Gheorghe Serban-Radulescu, Walter Ziegler, Ion Stoica. Gabriel Moiceanu, wygrał 3 etap wyścigu z Olsztyna do Gdańska.

### Wyścig Pokoju 1962
W Wyścigu Pokoju 1962 reprezentacja Rumunii wystąpiła w składzie: Ion Cosma, Constantin Dumitrescu, Gabriel Moiceanu, Gheorghe Serban-Radulescu, Aurel Selaru, Walter Ziegler.

### Igrzyska Olimpijskie 1964
Do Tokio kolarska reprezentacja Rumunii pojechała w składzie 5-osobowym Gabriel Moiceanu, Constantin Ciocan, Ion Cosma, Gheorghe Bădără i Emil Rusu. Rumuńscy kolarze zdobyli miejsca w 6. dziesiątce oprócz Bădăry, który był 88. i Rusu, który wystąpił tylko w jeździe drużynowej, w której zastąpił Moiceanu. Drużynowo Rumunia zdobyła 9. miejsce, wyprzedzając między innymi Belgię, Niemcy i Stany Zjednoczone.

### Igrzyska Olimpijskie 1968
Do Meksyku pojechał tylko jeden rumuński kolarz Emil Rusu, który nie ukończył żadnej z konkurencji.

### Igrzyska Olimpijskie 1972
W Monachium podobnie jak cztery lata wcześniej Rumunię reprezentował tylko jeden kolarz – Teodor Vasile, który zajął 60. miejsce w wyścigu ze startu wspólnego.

### Igrzyska Olimpijskie 1980
W Moskwie Rumunię reprezentowało dwóch kolarzy: Mircea Romașcanu i Teodor Vasile. Żaden z nich nie ukończył wyścigu ze startu wspólnego.

### Igrzyska Olimpijskie 2004
W Atenach rumuński związek kolarski wystawił jednego kolarza górskiego Ovidiu Oprea, który był 37. w wyścigu krosowym.